# Movie Klip
"Movie Klip" var den første af Nephews sange, der blev udgivet uden for Danmark. Den blev udgivet af Universal Music i sommeren 2005. Universal Music sørgede samtidig for, at der blev produceret en musikvideo til "Movie Klip", da der ikke havde været tid til dette tidligere. Videoen er instrueret af Alex & Liane.
| Musik | Spire Denne musikartikel er en spire som bør udbygges. Du er velkommen til at hjælpe Wikipedia ved at udvide den. |